# Inyector (motor)

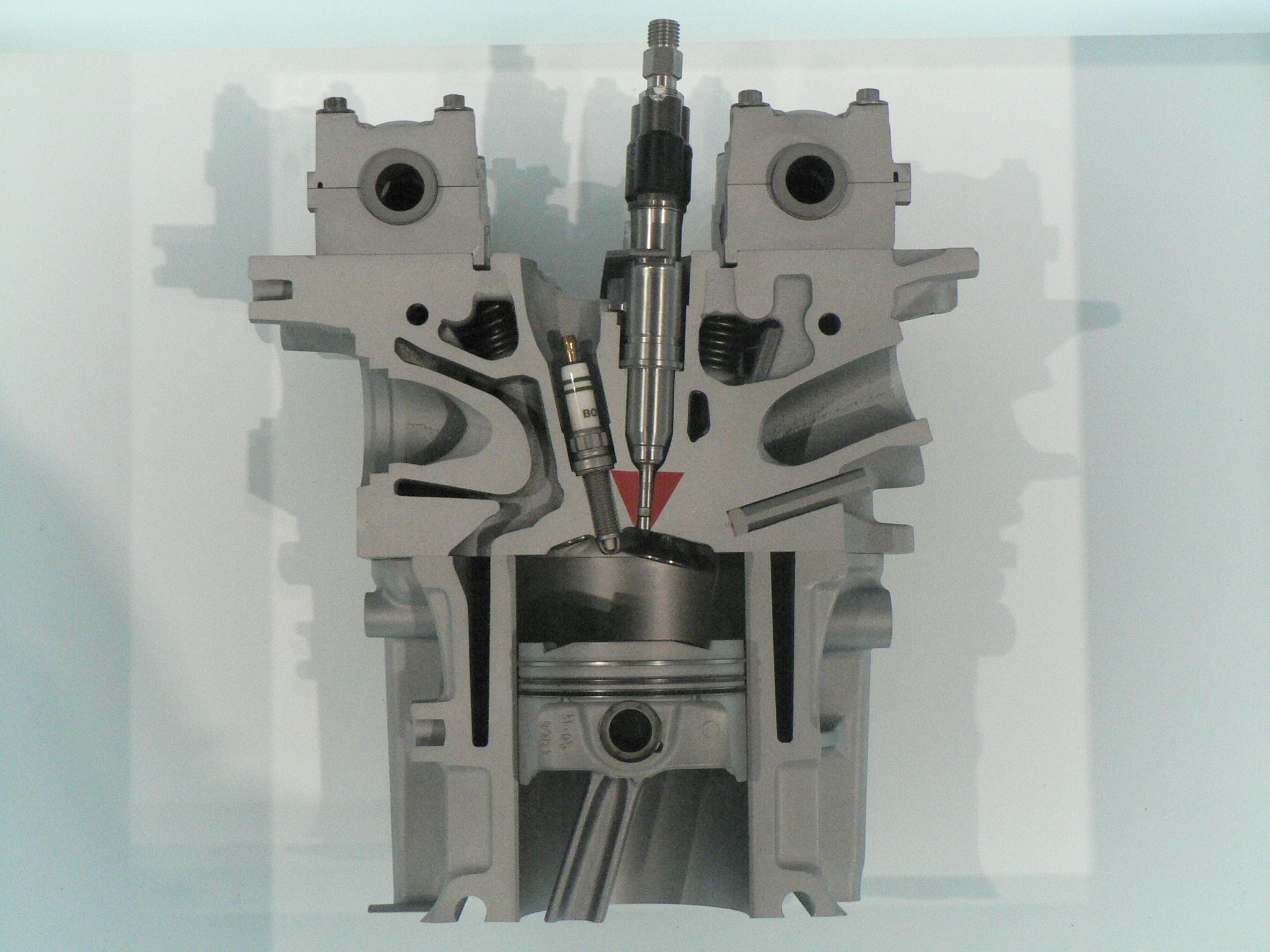
Imagen de un motor BMW con inyección directa de gasolina

Un inyector es un elemento del sistema de inyección de combustible cuya función es introducir una determinada cantidad de combustible en la cámara de combustión en forma pulverizada, distribuyéndolo lo más homogéneamente posible dentro del aire contenido en dicha cámara.
El comienzo y fin de la inyección deben ser bien definidos, no permitiendo goteos posteriores de combustible. En el caso de los autos, el sistema de inyección es tan importante que, si llega a fallar, el vehículo no podrá arrancar.

## Ubicación y descripción física
Los inyectores se encuentran ubicados en la cabeza del cilindro estando compuestos de dos partes de alta precisión: cuerpo y aguja, las cuales poseen rebajes que permiten una mayor transferencia de calor con el combustible. Son de acero de alta calidad y han sido sometidos a un finísimo ajuste. Estas piezas no pueden ser sustituidas por separado. Es necesario mantener la tobera en una temperatura menor a la de descomposición del combustible y, de esta forma, evitar que se forme carbón en los orificios. La tobera muchas veces está provista de una camisa que permite conducir el agua de refrigeración hasta la cabeza y enfriar eficazmente esa zona.
El sistema de refrigeración en los inyectores es independiente, para que en caso de fuga de combustible en uno de ellos no se afecte al resto de los sistemas. El agua es impulsada por una bomba independiente y su vuelta al tanque está abierta para permitir el control. Las tuberías de entrada y salida de cada inyector están provistas de válvulas que permiten desmontar el inyector sin necesidad de descargar agua del circuito.
Los huelgos en bombas y entre la aguja y el cuerpo de los inyectores es de tres micrones y llevan un filtro de dos micrones, el cual sirve para que partículas desprendidas de las paredes interiores del tubo de alta presión ingresen al inyector.
En motores navales, donde no se puede aplicar el common-rail por su alta complejidad electrónica, se sigue utilizando el sistema mecánico convencional para uso de los inyectores.

## Funcionamiento
El inyector es actuado por la presión de combustible. La presión generada por la bomba de inyección (la cual puede ser de cremallera simple o de doble cremallera) actúa sobre la parte cónica de la aguja y la levanta del asiento cuando la fuerza aplicada desde abajo es mayor que la fuerza antagónica ejercida desde arriba por el muelle, el combustible es inyectado en la cámara de combustión a través de los orificios del inyector (si es un inyector de tipo cerrado). Una vez finalizada la embolada, el muelle de presión empuja de nuevo la válvula del inyector contra su asiento. La presión de apertura del inyector la determina la tensión inicial (ajustable) del muelle de presión dentro de la porta inyector. La carrera de la válvula la limita la superficie frontal existente en la unión del vástago de la válvula y la espiga de presión.
Una vez inyectada la cantidad impulsada por la bomba de inyección el muelle empuja la aguja de nuevo contra su asiento, quedando así preparada para una próxima nueva embolada.
Su funcionamiento puede ser mecánico, que es el que se acaba de explicar, o electrónico (common-rail) 56296.

## Tipos de Inyectores
- INYECTORES ABIERTOS: son utilizados en general donde la pulverización fina no se obtiene con el inyector sino mediante otros métodos como es el caso de motores provistos con precámaras de turbulencias o con precámaras de combustión. La tobera de estos inyectores posee una aguja con una espiga pulverizadora en su extremo de conformación especial, mediante diversas medidas y la forma de las espigas se puede variar el chorro de inyección. Además, la espiga mantiene el orificio libre de depósitos.

Los hay también con efecto estrangulador, estos permiten una inyección previa al abrir la válvula primero deja libre un intersticio circular estrecho, que permite pasar únicamente un poco de combustible, al continuar abriéndose, aumenta la sección de paso y hacia el final de la carrera de la aguja se inyecta por completo la cantidad principal en forma de cono. De esta manera, el ingreso de combustible se realiza de forma gradual y consecuentemente la combustión es más suave.
- INYECTOR CERRADO: También denominado "Inyector de orificios", son utilizados en motores de inyección directa. La tobera y la aguja forman una válvula, la cual es presionada fuertemente sobre el asiento por la acción de un muelle, y es separada del mismo por acción del combustible. Estos inyectores pueden ser de un orificio o varios, en cuyo caso siempre el ángulo de separación de dichos orificios es el mismo.

Si posee un único orificio este puede estar ubicado en el centro o en un costado del extremo. Debe tenerse en cuenta que la longitud y el diámetro de los orificios influye en el poder de penetración del dardo calorífico y funcional.

## Código de Colores
Los inyectores también pueden clasificarse por el flujo másico  que puede emitir, este flujo se mide en Libras por Hora Lb/h. Muchos fabricantes para ayudar a diferenciar el inyector de acuerdo a su flujo usan código de colores por ejemplo: 
- Blanco = 14 Lb/h
- Amarillo = 19 Lb/h
- Gris = 24 Lb/h
- Rojo = 30 Lb/h
- Negro = 36 Lb/h

El color depende del fabricante ya que no existe  una estandarización un ejemplo el Fabricante de inyectores Bosch  tiene el siguiente código:
- Gris = 14 lb. (5.0L Ford Truck)
- Amarillo/Naranja = 19 lb.
- Celeste = 24 lb.
- Rojo = 30 lb.
- Marrón= 35 lb. (4-cyl. SVO Turbo) (Low Impedance)
- Azul oscuro = 36 lb.
- Verde lima = 42 lb.